# Köçek

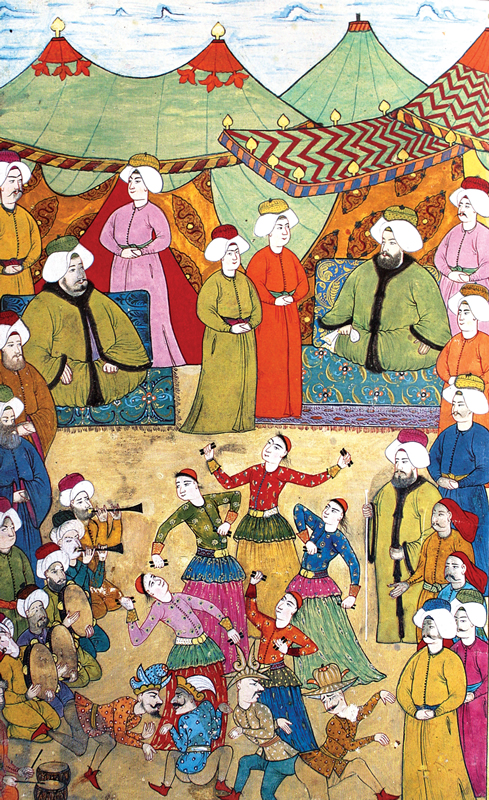
Köçek em uma miniatura otomana.

O köçek (plural: köçekler em turco) era tipicamente um jovem rakkas, ou dançarino, muito bonito, que geralmente se travestia em trajes femininos e trabalhava como artista.

## Raízes

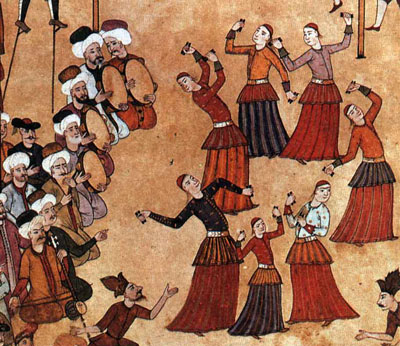
"Trupe de Köçek em uma feira" na celebração da circuncisão de seu filho em 1720 pelo Sultão Ahmed.Miniatura do Surname-i Vehbi, Palácio de Topkapi, Istambul.

A palavra turca é derivada da palavra persa کوچک kuchak, que significa "pouco", "pequeno" ou "jovem", que em si é a pronúncia persa da palavra turca küçük, "pequeno". Na língua tártara da Crimeia, a palavra köçek significa "camelo bebê".
A cultura köçek, que floresceu entre os séculos XVII e XIX, teve sua origem nos costumes dos palácios otomanos, em particular nos haréns. Seus gêneros enriqueceram tanto a música quanto a dança dos otomanos.
O apoio dos sultões foi um fator chave em seu desenvolvimento, já que os primeiros estágios da forma de arte estavam confinados aos círculos palacianos. A partir daí, a prática se espalhou por todo o Império por meio de trupes independentes.

## Cultura

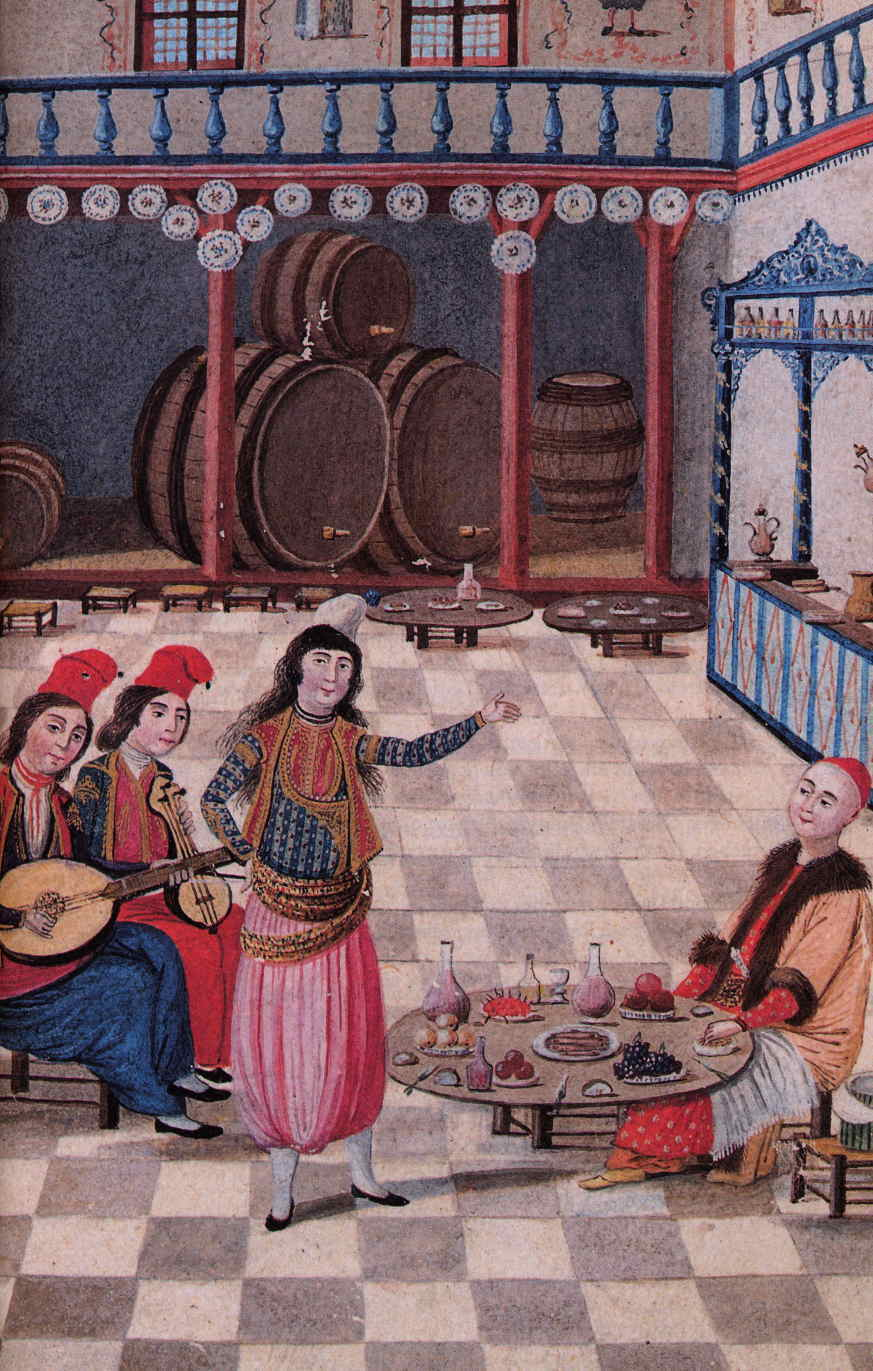
"Köçek perfomando", ilustração de Hubanname de Enderûnlu Fâzıl, século 18

Um köçek começaria a treinar por volta dos sete ou oito anos e seria considerado realizado após cerca de seis anos de estudo e prática. A carreira de um dançarino duraria enquanto ele não tivesse barba e mantivesse sua aparência jovem.
Eles foram recrutados entre as fileiras das nações súditas não-muçulmanas do império, como judeus, ciganos, gregos. As danças, conhecidas coletivamente como köçek oyunu, mesclavam elementos árabes, gregos, assírios e curdos (dança Karsilamas e dança Kaşık Havası). Eles tocavam um gênero musical específico conhecido como köçekçe, que era executado na forma de suítes em uma determinada melodia. Também foi uma mistura de influências sufistas, balcânicas e clássicas da Anatólia, algumas das quais sobrevivem na música popular turca de hoje. O acompanhamento incluía vários instrumentos de percussão, como o davul-köçek, sendo o davul um grande tambor, um lado coberto com pele de cabra e outro com pele de ovelha, produzindo tons diferentes. A habilidade de um köçek seria julgada não apenas por suas habilidades de dança, mas também por sua proficiência com instrumentos de percussão, especialmente um tipo de castanhola conhecido como çarpare. Os dançarinos eram acompanhados por uma orquestra, apresentando de quatro a cinco cada kaba kemençe e laouto como instrumentos principais, usados exclusivamente para as suítes köçek. Havia também dois cantores. Uma dança köçek no serralho otomano (harém do palácio) envolveu uma ou duas dúzias de köçeks e muitos músicos. As ocasiões de suas apresentações eram celebrações de casamento ou circuncisão, festas e festivais, bem como o prazer dos sultões e da aristocracia.

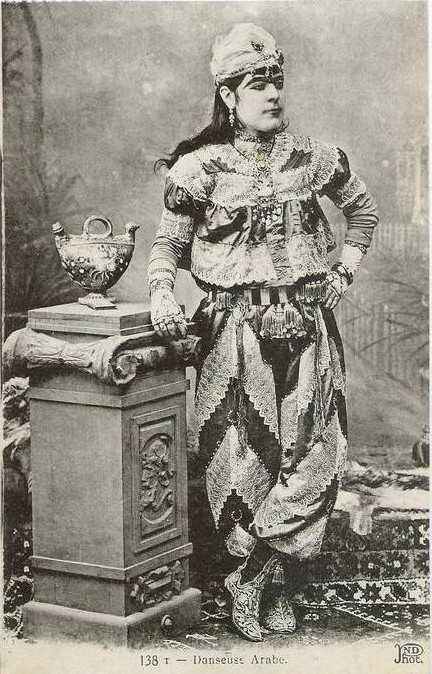
Foto de um köçek posando fantasiado, final do século XIX.

Os jovens, muitas vezes usando maquiagem pesada, enrolavam os cabelos e os usavam em longas tranças sob um pequeno chapéu de veludo preto ou vermelho decorado com moedas, joias e ouro. Seu traje usual consistia em um minúsculo paletó de veludo vermelho bordado com uma camisa de seda bordada a ouro, shalvar (calças largas), uma saia longa e um cinto dourado com nós nas costas. Eles eram considerados "sensuais, atraentes, afeminados" e sua dança "sexualmente provocante". Os dançarinos mexiam e giravam seus quadris em lentas figuras de oitos verticais e horizontais, estalando os dedos ritmicamente e fazendo gestos sugestivos. Freqüentemente, acrobacias, tropeções e luta falsa faziam parte do ato. Os köçekler foram explorados sexualmente, geralmente pelo lance mais alto.
Poetas famosos, como Fazyl bin Tahir Enderuni, escreveram poemas, e compositores clássicos, como o músico da corte Hammamizade İsmail Dede Efendi (1778-1846), compuseram köçekçes para köçeks célebres. Muitos meyhanes de Istambul (tavernas noturnas que servem meze, rakı ou vinho) contratam köçekler. Antes de iniciar sua apresentação, o köçek dança entre os espectadores, para deixá-los mais animados. Na plateia, a competição por sua atenção costumava causar tumultos e altercações. Os homens enlouqueciam, quebrando seus copos, gritando sem voz ou brigando e às vezes matando uns aos outros disputando a oportunidade de estuprar, molestar ou forçar as crianças à servidão sexual. Isso resultou na supressão da prática do sultão Abd-ul-Mejid I.
Em 1805, havia aproximadamente 600 dançarinos köçek trabalhando nas tabernas da capital turca. Eles foram proibidos em 1837 devido a brigas entre os membros da audiência pelos dançarinos. Com a supressão da cultura do harém sob o sultão Abdulaziz (1861–1876) e o sultão Abdul Hamid II (1876–1908), a dança e a música köçek perderam o apoio de seus patronos imperiais e desapareceram gradualmente.
Os köçekler eram muito mais procurados do que as çengi ("dançarinas do ventre"), suas contrapartes femininas. Sabe-se que alguns jovens foram mortos pelas çengi, que tinham muito ciúme da atenção dos homens para os meninos.

## Desdobramentos modernos
Uma interpretação moderna é o filme Köçek (1975) do diretor Nejat Saydam. O filme acompanha a vida de Caniko, uma cigana andrógina, que luta contra sua identidade de gênero.